# قرار مجلس الأمن التابع للأمم المتحدة رقم 827
قرار مجلس الأمن التابع للأمم المتحدة رقم 827، الذي تم تبنيه بالإجماع في 25 مايو 1993، بعد إعادة التأكيد على القرار 713 (1991) وجميع القرارات اللاحقة بشأن موضوع يوغوسلافيا السابقة، تمت الموافقة على التقرير S / 25704 للأمين العام بطرس بطرس غالي، مع النظام الأساسي المحكمة الدولية كملحق، لإنشاء المحكمة الجنائية الدولية ليوغوسلافيا السابقة.
وأاعرب المجلس عن قلقه المستمر بشأن انتهاكات القانون الإنساني الدولي في يوغوسلافيا السابقة ولا سيما في البوسنة والهرسك، بما في ذلك عمليات القتل الجماعي والاحتجاز المنهجي واغتصاب النساء والتطهير العرقي، وقرر المجلس أن الوضع لا يزال يشكل تهديداً للسلم والأمن الدوليين، وإعلن عزمه على وضع حد لمثل هذه الجرائم وإنصاف الضحايا. وقرر المجلس أن إنشاء محكمة ومحاكمة الأشخاص المسؤولين سوف يعالج مثل هذه الانتهاكات، مؤكداً القرار 808 (1993).
بموجب الفصل السابع من ميثاق الأمم المتحدة، أنشأ المجلس المحكمة الجنائية الدولية ليوغوسلافيا السابقة للجرائم المرتكبة في أراضي يوغوسلافيا السابقة في الفترة بين 1 كانون الثاني / يناير 1991 وموعد يحدده المجلس عند استعادة السلام في المنطقة. وإلى أن يتم تعيين المدعي العام، ستستمر لجنة الخبراء المنشأة بموجب القرار 780 (1992) في جمع الأدلة.
ثم طلب المجلس من الأمين العام تقديم الاقتراحات الواردة من الدول فيما يتعلق بقواعد الإجراءات والأدلة المنصوص عليها في المادة 15 من النظام الأساسي للمحكمة الدولية إلى القضاة في المحكمة. كما قرر أن تتعاون جميع الدول الأعضاء مع المحكمة الجنائية الدولية ليوغوسلافيا السابقة وأجهزتها وفقًا للنظام الأساسي للمحكمة الدولية. وفي الوقت نفسه، حث الدول والمنظمات الحكومية الدولية والمنظمات غير الحكومية على تقديم مساهمات للمحكمة.
قرر المجلس أن تحديد مقر المحكمة الدولية يخضع لإبرام ترتيبات مناسبة بين الأمم المتحدة وهولندا، مشيرًا إلى أنه قد يكون مقرًا في مكان آخر إذا اعتبر ذلك ضروريًا، وأن عمل المحكمة لن يؤثر على حق الضحايا في التعويض. وأخيراً طلب من بطرس غالي أن ينفذ على الفور القرار الحالي وأن يتخذ الترتيبات اللازمة لسير عمل المحكمة بفعالية.

## روابط خارجية
- نص القرار في undocs.org